# Listă de sfinți
Aceasta este o listă de sfinți creștini.
- Vezi și: Calendarul sfinților

## A
- Achindin din Nicomidia d. 20 apr. 303
- Adrian
- Adrian din Nicomidia
- Agapie
- Agata
- Aglaie 9 martie 320
- Agneza
- Alban
- Alban din Mainz
- Alban Roe
- Albert cel Mare - 1931
- Alfons Maria de Liguori - 1871
- Ambroziu de Milano - 1298 *
- Anatolie Stratilatul † 23 aprilie 303
- Andrei (Sfântul apostol, ocrotitorul Romaniei)
- Andrei din Creta
- Angela de Merici
- Andrei din Mesopotamia † 18 mai 250
- Andrei Stratilatul
- Anichit din Nicomidia † 12 aug. 305
- Anselm de Canterbury - 1720
- Antia -
- Anton de Padova - 1946
- Antonie cel Mare
- Antonin din Nicomidia † 20 apr. 303
- Antonin Natoli de Patti * 1539 † 6 ianuarie 1618
- Arsenie cel Mare
- Atanasie cel Mare - 1568
- Attic
- Augustin de Canterbury
- Augustin de Hipona - 1298 *
- Ana, Sfânta, mama Maicii Domnului

## B
- Beda Venerabilul - 1899
- Robert Bellarmin
- Bernard de Clairvaux - 1830
- Blasiu de Sebastia
- Bonaventura - 1588
- Bretanion de Tomis
- Brigita

## C
- Calistrat din Cartagena, ostaș, † 27 sept. 304
- Carterie ostaș martir, † 3 nov. cca. 320
- Cazimir
- Chelsie din Egipt, fiu de guvernator, † 8 ian. 303
- Chesarie din Nicomidia, ostaș, † 20 apr. 303
- Chindeas / Candea din Durostorum (sudul Dobrogei), ostaș, 20 nov. 303
- Chiriac, fratele Sf. Orentie, ostaș, † 25 iunie 303-305
- Chiril de Alexandria
- Chiril din Durostorum, ostaș, † 20 nov. 303
- Chiril din Ierusalim - 1883
- Chiril de Salonic
- Ciprian din Italia, fiu de guvernator, 10 mai 310
- Claudiu tribun din Roma, † 19 mart. 283
- Cleo
- Cleonic din Amasia (Pont) ostaș, răstignit, 3 mart. 304
- Codrat ostaș, † 4 martie 274
- Codrat slujitor împărătesc, † 21 apr. 303
- Constantin cel Mare
- Constantin Brâncoveanu
- Constantin din Efes ofițer, † 4 aug. 250
- Coremon prefectul
- Cristofor ("purtătorul de Cristos")
- Cristofor din Nicomidia ostaș, † 20 apr. 303
- Ciprian, Sfântul Mare Mucenic

## D
- Dada din Durostorum ostaș, † 28 apr. 286
- Dasie din Durostorum ostaș, † 20 nov. 303
- Dezideriu
- Dimitrie izvorâtorul de mir, guvernatorul Sarunei, † 26 oct. 303;
- Dioscor cel nou
- Dorotei din Nicomidia, dregător împărătesc, † 28 dec. 278;
- Dimitrie cel Nou (Basarabov), ocrotitorul Bucureștilor

## E
- Ecaterina de Siena - 1970
- Eferem cel Nou
- Efrem Sirul - 1920
- Elefterie, Sfântul Mucenic
- Elefterie cubicularul † 4 aug. 304; Elefterie cubicularul, † 15 dec., sec. III
- Elena și Constantin (fiul său) Sfânții Mari Impărați ai Bizanțului
- Emilian de Dristra
- Emilian din Durostorum ostaș, 18 iulie 362;
- Epifanie de Salamina
- Epimachus
- Eudoxie ostaș, † 3 nov., sec. III
- Eugenia, Sfânta Cuvioasă
- Evcarpion din Nicomidia ostaș, † 18 mai 300
- Evdoxie, dregător împărătesc, 6 sept. 303
- Evdoxie ostaș martir, † 3 nov. cca. 320
- Eventie din Antiohia Siriei, ostaș, 9 oct., sec. IV
- Evsignie din Antiohia Siriei ostaș, † 5 aug. 362
- Exacustodian din Efes ofițer, † 4 aug. 250
- Evgudil, Sfântul Arhanghel
- Evghenia, Sfânta Muceniță

## F
- Firmin de Uzès
- Francisc de Sales - 1877
- Fabian
- Farmachie din Anatolia ostaș, † 25 iunie 303-305
- Faust, ostaș, † 12 iulie 303-305
- Firm din Anatolia ostaș, † 25 iun. 303-305
- Florian
- Francisc de Assisi
- Francisc de Sales
- Francisc din Paola
- Francisca Romana

## G
- Arhanghelul Gavriil
- Gheorghe din Cappadocia 23 apr. 303;
- Glicheria
- Sfântul Gordian
- Gordie din Cesareea Cappadociei ofițer, † 3 ian. 314;
- Grigore I cel Mare Dialogul
- Grigore cel Mare - 1298 *
- Grigore de Nazianz - 1568 *
- Gherman din Alaska
- Gherman patriarhul Constantinopolului
- Grigorie Teologul
- Grigorie Decapolitul

## H
- Haralambie
- Helena
- Hermes de Bononia
- Hermil
- Hristina Sfânta Muceniță

## I
- Iacob (apostol)
- Ieraclie ostașul, † 22 oct., sec. III
- Ieronim - 1298 *
- Sfântul Ilarie - 1851 *
- Ioachim și Ana
- Ioan Bosco
- Ioan Botezătorul
- Ioan Casian
- Ioan, Evanghelistul
- Ioan Chrysostom
- Ioan Gură de Aur - 1568 *
- Ioan Damaschin - 1883 *
- Ioan al Crucii - 1926
- Ioan, cel Nou, Sfântul Mare Mucenic, de la Suceava
- Ioan de Nepomuk preot,martir † 20 martie 1393
- Ioan de la Prislop † 13 septembrie
- Ioan Iacob Hozevitul † 5 august
- Iosif
- Iosif de Anchieta
- Iosif cel Nou, de la Partoș
- Isaac Sirul [1][2]
- Isidor de Chios
- Isidor din Sevilla - 1722 *
- Iustin Martirul și Filozoful
- Ieronim Emiliani
- Ilarie de Poitiers
- Ilie, Sfântul Mare Prooroc, Tesviteanul
- Ioan Baptist de la Salle
- Ioan al lui Dumnezeu
- Ipolit de Roma ostaș, † 10 aug. 258
- Isidor din Chios ostaș, † 14 mai 251
- Isihie singliticul general, † 2 martie 303-305
- Istrucarie ostaș martir, † 3 nov. cca. 320
- Iust din Roma ostaș, † 14 iul., sec. IV
- Ivo, jurist, „avocatul săracilor”

## L
- Ladislau I al Ungariei
- Laurențiu de Roma
- Laurențiu de Brindisi - 1959
- Leon cel Mare - 1754
- Luca Evanghelistul
- Sfânta Lucia

## M
- Marcu Ascetul [3]
- Maria Magdalena
- Maria din Nazaret
- Martin de Tours
- Matia Apostolul
- Maxim Mărturisitorul
- Mesrob Mașdoț
- Metodiu de Salonic
- Arhanghelul Mihail
- Mociu din Amfipol
- Marcu Evanghelistul
- Matei Evanghelistul
- Martin I
- Mihail, Sfântul Arhanghel, Domnul oștilor cerești
- Sfântul Mina

## N
- Nil Atonitul
- Niceta de Remesiana
- Nictopolion ostaș martir, † 3 nov. cca. 320
- Nectarie din Egina
- Nicolae, Sfântul Mare Ierarh, sfintele moaște la Bari
- Nicodim, de la Tismana

## O
- Oleg de Briansk
- Olaf

## P
- Pactobie ostaș martir, † 3 nov. cca. 320
- Pahomie Tabenisiotul
- Patrusprezece ajutători
- Pavel, Sfântul apostol
- Petru Chrysologul - 1729 *
- Petru Damiani - 1828
- Petrus Canisius - 1925
- Petru de Betancur
- Policarp de Smirna
- Paul Miki
- Parascheva, Sfânta Cuvioasă
- Perpetua și Felicitas
- Pantelimon

## R
- Arhanghelul Rafael
- Robert Bellarmin - 1931
- Raimund din Penyafort

## S
- Sebastian
- Severin de Noricum
- Simon Petru
- Serafim Sarovski
- Serghie Mărturisitorul
- Scholastica
- Oscar
- Sfântul Patriciu
- Stanislau
- Suzana, Sfânta Mucenița
- Sfântul Spiridon[4]
- Sinan

## Ș
- Ștefan cel Mare și Sfânt (1457-1504)
- Ștefan Sinaitul

## T
- Teodora de la Sihla
- Teodor cel Sfințit
- Tereza de Ávila - 1970
- Tereza de Lisieux - † 1897
- Toma de Aquino - 1568
- Thomas Morus
- Timotei
- Tit
- Turibiu de Mongrovejo
- Tinel
- Teodor Tiron

## V
- Vah cel Nou
- Vasile cel Mare
- Vasile cel Mare - 1568
- Veronica
- Vincențiu
- Vincențiu Ferrer
- Varahil, Sfântul Arhanghel
- Veronica, Sfânta Cuvioasă

## U
- Uriel, arhanghelul
- Ursula

## Z
- Zaharia de Ierusalim